# Achatinoidea
Achatinoidea Swainson, 1840 è una superfamiglia di molluschi gasteropodi dell'ordine Stylommatophora.

## Tassonomia
Comprende le seguenti famiglie:
- Achatinidae Swainson, 1840
- Aillyidae H. B. Baker, 1955
- Ferussaciidae Bourguignat, 1883
- Micractaeonidae Schileyko, 1999